# Jean Nicolas Vallot
Jean Nicolas Vallot (1771–1860) was een Frans entomoloog. 

## Door Vallot beschreven taxa
Vallot was in het bijzonder gespecialiseerd in de galmuggenfamilie (Cecidomyiidae). Naast galmuggen beschreef hij ook enkele diersoorten uit andere taxa. De ondergenoemde soorten zijn geldig gepubliceerd door Vallot.
Galmuggen
- Gewone ereprijsgalmug (Jaapiella veronicae)
- Wolfsmelkrozetgalmug (Spurgia euphorbiae)
- Koekoeksbloemtopgalmug (Neomikiella lychnidis)
- Melkdistelpokgalmug (Cystiphora sonchi)
- Schimmelende toortsgalmug (Asphondylia verbasci)
- Wilde bertramgalmug (Rhopalomyia ptarmicae)
- Kruisdistelgalmug (Lasioptera eryngii)
- Asphondylia coronillae
- Feltiella acarisuga

Overige taxa
- Koninginnekruidkokermot (Coleophora follicularis), is een vlindersoort uit de kokermottenfamilie (Coleophoridae)
- Coleophora cracella, is een vlindersoort uit de kokermottenfamilie (Coleophoridae)
- Hoplocampoides xylostei, een insectensoort uit de familie van de echte bladwespen (Tenthredinidae)
- Scambus xylostei, een insectensoort uit de familie van de gewone sluipwespen (Ichneumonidae)
- Cochlostoma conicum, een slakkensoort uit de familie Cochlostomatidae

## Werken
- Détermination précise des insectes nuisibles, mentionnés dans les différents traités relatifs à la culture des arbres fruitiers, et indications des moyens à employer pour s'opposer à leurs ravages (1827)

- Bibliothèque nationale de France: cb10647307z (data)
- Gemeinsame Normdatei: 1079910743
- International Standard Name Identifier: 0000 0000 0510 2875
- Nederlandse Thesaurus van Auteursnamen: 070149410
- Istituto Centrale per il Catalogo Unico: CFIV318032
- Système universitaire de documentation: 113987714
- Virtual International Authority File: 32346811
- WorldCat: E39PBJkMJQKPrQCcxYBxtpqbBP